# Neosiphonia
Neosiphonia is een geslacht van sponsdieren uit de klasse van de Demospongiae (gewone sponzen). 

## Soorten
- Neosiphonia fruticosa (Wilson, 1925)
- Neosiphonia motukawanui Kelly, 2007
- Neosiphonia schmidti Sollas, 1888
- Neosiphonia superstes Sollas, 1888